# Cultellus philippianus
Cultellus philippianus is een tweekleppigensoort uit de familie van de Pharidae. De wetenschappelijke naam van de soort is voor het eerst geldig gepubliceerd in 1877 door Dunker.